# 弗雷卡内卡街
弗雷卡内卡街（葡萄牙語：Rua Frei Caneca）是巴西聖保羅一条LGBT街道，兩端分別為圣保罗人大道以及奥古斯塔街。这条路是为了纪念弗雷·卡内卡。这条道路上有同志酒吧A Loca、同性恋友好購物场所Frei Caneca、圣保罗市同性恋旅游信息中心。